# Grâce-Hollogne
Grâce-Hollogne  ist eine Gemeinde in der belgischen Provinz Lüttich. Sie besteht aus den Ortschaften Bierset, Grâce-Berleur, Hollogne-aux-Pierres, Horion-Hozémont und Velroux.
Der Transportflughafen Flughafen Lüttich (Bierset) liegt auf dem Territorium der Gemeinde.

## Töchter und Söhne der Gemeinde
- Jean Vauthier (1910–1992), französischer Dramatiker
- Ernest Mottard (1902–1949), Radrennfahrer
- Émile Masson junior (1915–2011), Radrennfahrer
- Robert Van Lancker (* 1946), Radrennfahrer

## Weblinks

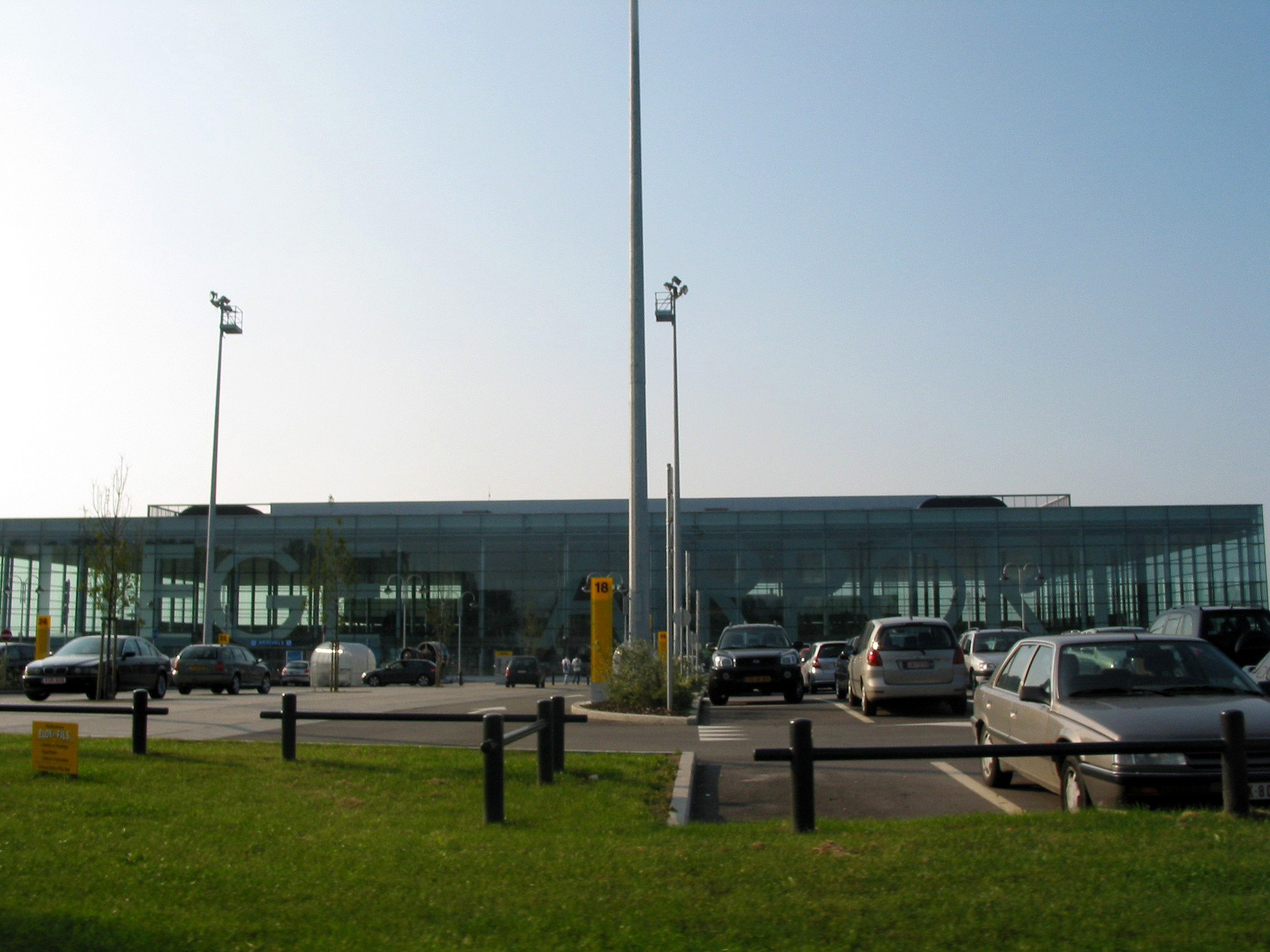
Flughafen Lüttich